# Gotthilf Samuel Hecker
Gotthilf Samuel Hecker (* 17. Februar 1753 in Stargard in Pommern; † 9. Mai 1825 ebenda) war ein deutscher Schulmann und Theologe.
Hecker stammte aus einer kinderreichen Familie; er war das sechste von insgesamt 13 Kindern seiner Eltern. Sein Vater war der aus Werden an der Ruhr gebürtige Theologe und Lehrer Andreas Petrus Hecker, Bruder des Schulreformers Johann Julius Hecker, in dessen Sinne er 1759 die Stargarder Realschule begründet hatte. Bevor er 1771 starb, war er zuletzt an der Stargarder Marienkirche Archidiakon gewesen.
Gotthilf Samuel Hecker besuchte in seiner Heimatstadt Stargard die Vangerowsche Realschule und danach das Collegium Groeningianum und studierte von 1771 bis 1774 an der Universität Halle unter Nösselt, Johann Ludwig Schulze und Gottlieb Anastasius Freylinghausen Philosophie und Theologie.
1774 kam er nach Stargard zurück und übernahm an der Realschule eine Lehrerstelle. 1780 wurde er in Berlin Lehrer an der königlichen Realschule und dem damit verbundenen Pädagogium. Nach 3½ Jahren kehrte er in seine Heimatstadt zurück, wo er von 1784 bis 1812 an der Realschule tätig war, deren Rektor er dann wurde. Er war außerdem Pfarrer an der Stargarder Haftanstalt und Lehrer am Collegium Groeningianum, wo er unter anderem Latein und Hebräisch unterrichtete. Am 24. September 1824 konnte er sein 50-jähriges Amtsjubiläum feiern, bevor er ein Jahr später in Stargard verstarb.

## Werke (Auswahl)
- Nachricht von der Vangerowschen Realschule in Stargard. 1759. (Fortsetzungen dieser Abhandlung erschienen in den Jahren 1760 und 1770)
- Lebenslauf des seelig. Herrn Friedrich R. Vangerow usw. nebst einer Nachricht von der Realschule. 1760.